# Agnis Čavars
Agnis Čavars (ur. 31 lipca 1986 w Ķekavie) – łotewski koszykarz, reprezentant kraju w koszykówce 3×3, mistrz olimpijski z Tokio 2020, wicemistrz świata i mistrz Europy.
Podczas igrzysk w Tokio był chorążym reprezentacji Łotwy.

## Kariera
Grał w koszykówkę 5-osobową w ligach łotewskiej i szwedzkiej. Następnie zmienił konkurencję na koszykówkę 3×3, w której odniósł największe sukcesy.
Z reprezentacją Łotwy w koszykówce 3x3 uzyskał następujące wyniki:
| Impreza                             | Rok  | Miejsce   | Pozycja     |                      |      |       |            |
| ----------------------------------- | ---- | --------- | ----------- | -------------------- | ---- | ----- | ---------- |
| Impreza                             | Rok  | Miejsce   | Pozycja     | Igrzyska olimpijskie | 2020 | Tokio | 1. miejsce |
| Mistrzostwa świata w koszykówce 3x3 | 2018 | Bocaue    | 5. miejsce  |                      |      |       |            |
| Mistrzostwa świata w koszykówce 3x3 | 2019 | Amsterdam | 2. miejsce  |                      |      |       |            |
| Mistrzostwa Europy w koszykówce 3×3 | 2017 | Amsterdam | 1. miejsce  |                      |      |       |            |
| Mistrzostwa Europy w koszykówce 3×3 | 2018 | Bukareszt | 2. miejsce  |                      |      |       |            |
| Mistrzostwa Europy w koszykówce 3×3 | 2019 | Debreczyn | 10. miejsce |                      |      |       |            |
| Mistrzostwa Europy w koszykówce 3×3 | 2022 | Graz      | 2. miejsce  |                      |      |       |            |